# 柏柏尔人
柏柏尔人（羅馬化：Imaziɣen，轉寫：Amaziɣ，阿拉伯语：برابرة）是西北非洲的一个民族，所使用的語言屬於闪含语系柏柏尔语族。实际上柏柏尔人不是单一民族，而是众多在文化、政治和经济生活相似的部落族人的统称。柏柏尔人这个称呼本来并非他们的自称，而是来自拉丁语中的（野蛮人）；在北非有约1400至2500万说柏柏尔语的人，他们主要集中在摩洛哥和阿尔及利亚，少数人群最东部的可以到埃及，最南部的可以到布基纳法索。
柏柏尔语是闪含语系中的一支，由许多非常相近的方言组成，其中包括卡拜爾語等语言，共有约1400万至2500万使用者。
柏柏人是野蠻人的意思，该术语起源于希腊语：βάρβαρος，早期安纳托利亚国家难以理解的语言，在希腊人耳中听起來像是在發出類似“bar..bar.”的聲音，該詞最接近的形式是邁錫尼希臘語𐀞𐀞𐀫， pa-pa-ro（pa-pa-ro）。在古希腊，希腊人用这个词来形容那些不会说希腊语的人；而拜占庭希腊人用它来形容土耳其人，显然是带着贬义和蔑视的。在古罗马，罗马人用这个词来形容非罗马人，如日耳曼人、凯尔特人、希腊人、伊比利亚人、色雷斯人、伊利里亚人、柏柏尔人、帕提亚人和萨尔马提亚人。
柏柏人称呼自己阿瑪濟格 （阿拉伯语：الأمازيغ），是「高貴」與「自由」的意思。

## 起源

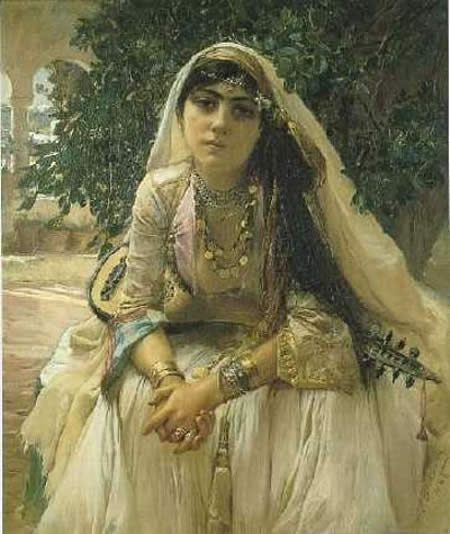
阿尔及利亚的柏柏尔少女，1888年伯里曼画

关于柏柏尔人的起源没有定论，但是不同的学科都提供了一定的线索。

### 遗传学
群体遗传学的研究结果认为马格里布地区的非洲人（不论他们自认为是柏柏尔人还是阿拉伯人）主要是源于柏柏尔人，而柏柏尔人的祖先则在旧石器時代晚期从东非或者中东地区（或者两者均有）就已经迁移过来了。但是基因亦表明後期有意大利人、闪族人、日耳曼人和撒哈拉以南非洲的迁徙。
按照芝加哥大学的鲍什等人2001年的研究，“西北非洲人的Y染色体的基因来源可能如下：75%来自于旧石器晚期的西北非洲人（H35、H36和H38）、13%来自新石器时代（H58和H71）、4%来自欧洲（IX组、H50和H52）、8%来自现代撒哈拉以南非洲地区（H22和H28）”。Y染色体是只从父亲继承给儿子的。他们认为“75%旧石器晚期西北非洲人”是来自“可能从东非来的旧石器晚期的移民”。这个数据与伊比利亚半岛上78%的基因来自于西亚成一个非常鲜明的对比。这可能说明对于古代的人来说，直布罗陀海峡是一个非常难以越过的（但并非不可逾越的）阻碍。
美国国立卫生研究院的阿瑞迪等人2004年的研究受到很大的争议。他们认为西北非洲人Y染色体上H71单倍型类群的多样性似乎说明在新石器时代“来自中东的说闪含语系语言的游牧民族进入”。而美国国立卫生研究院的内贝尔等人则反驳说H71反映了“在第1千年裡阿拉伯部落的入迁”。鲍什等人还发现说阿拉伯语的西北非洲人与说柏柏尔语的西北非洲人之间基本上没有区别。他们认为这说明从公元7世纪开始的阿拉伯化和伊斯兰化只不過是一个文化现象，没有同时发生基因被取代的事件。芝加哥大学的克鲁奇安尼等人2004年发现Y染色体上的E-M81单倍型类群与柏柏尔人群联系很大。
与Y染色体相反的，线粒体DNA只由母系传递。根据格拉斯哥大学的马考莱等人1999年的研究“莫扎比特柏柏尔人中三分之一有近东祖先，他们可能于五万年前到达北非。八分之一的人有撒哈拉以南非洲人的祖先。剩下的序列中有不少似乎来自欧洲，其余的不是来自欧洲就是来自近东”。2003年的一个研究认为线粒体DNA中的一个系列很可能来自近东。这个研究认为这个结果与闪含语系的扩张也相符合。
2004年的一个基因调查认为1.05万年前一定的北非单倍型类群扩散，而且一个特别的西北非单倍型类群（U6）可能在三万年前来源于近东。但这个类群保存得不好，在摩洛哥的柏柏尔人中仅占6-8%，在卡比尔柏柏尔人中仅占18%，在莫扎比特柏柏尔人中仅占28%。在1998年的一份调查，结果为根据粒線体DNA的数据从撒哈拉以南的非洲进入柏柏尔人的比例今天为21.5%，其中在南部的图阿格雷部落占82%，在北部的里夫山地区只占4%。其它调查支持这个南北梯度。

### 考古学

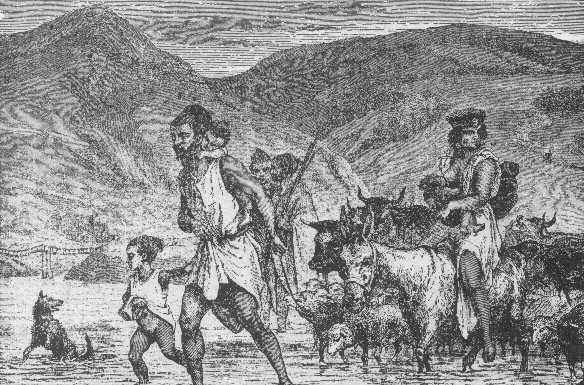
一个柏柏尔人家庭在渡河，1890年图

新石器时代的卡普萨文化在北非出现于约前9500年左右，可能一直维持到前2700年左右。语言学和群体遗传学的线索均显示这个时期是闪含语系在这个地区扩张的时期。从考古学的角度来看卡普萨文化的原始不明。有人认为这个文化是约2.2万年前出现中石器时代文化继续发展而成的，其他人认为两种文化是由不同的人群造成的。对牙齿的研究似乎支持前一种理论。

### 语言学
柏柏尔语是闪含语系的一支。一些语言学家认为这个语系直到一萬兩千年前才產生，而且产生的地方是东非，但也有人认为它是在中东产生的。这个理论认为卡普萨文化是柏柏尔语和／或乍得语族的前人的文化，它是从非洲红海海岸迁徙到西北非洲的。至今为止关于柏柏尔语与闪含语系中的哪个语言最接近还有争议，但一般语言学家认为闪语族或乍得语族是与柏柏尔语最近的。
努比亚语族中有一种语言包含一些柏柏尔语的外来词，这说明柏柏尔语过去的流行范围朝东南方向比今天大。

## 分布和基因成分
对柏柏尔人和与他们住在同一地区的说阿拉伯语的人的形态及其基因组成已经有大量研究了。这些研究说明他们主要均是柏柏尔人的后裔。

### 西北非洲海岸地区
约75%的西北非洲人住在海岸地区。这里的柏柏尔人的撒哈拉以南非洲人的血统最少（约2%左右），欧洲来源的血统最高（约15%左右）。说阿拉伯语的人群中总共约有7%的撒哈拉以南血统。

### 西北非洲内地
住在阿特拉斯山脈和撒哈拉沙漠之间西北非洲内地的人约占西北非洲居民的20%，他们中约20%有撒哈拉以南非洲人的血统。

### 撒哈拉西北非洲人
5%的西北非洲人住在撒哈拉沙漠中，这些人中的撒哈拉南部非洲人的血统也最高，有时占80%至90%。

## 宗教和信仰
柏柏尔人主要是遜尼派穆斯林，主要教法学派是马立克派的，撒哈拉沙漠北部的柏柏尔人则主要是伊巴底穆斯林。在西部蘇非主義比较普及，在东部比较少见。在大多数地区传统性的崇拜马拉布隐士非常重要。
在他们皈依伊斯兰之前，一些柏柏尔人皈依基督教（往往是多纳图派）或犹太教，其他则继续信仰传统的多神教。在伊斯兰文化的影响下当地产生了一些短暂的混合宗教，最后这些宗教全部被伊斯兰教取代了。

## 历史
柏柏尔人生活在非洲埃及和大西洋之间的地区，古埃及、古希腊和古罗马的历史記錄中经常提到他们。最早提到柏柏尔人的記錄来自于古埃及前王朝時期。在新王國時期，埃及人与他们西部边境上的部落争战。许多埃及学家认为约从前945年开始，希沙克一世领导的柏柏尔人建立了第二十二王朝。此后埃及长期受柏柏尔人统治，但也有人认为这些入侵者是努比亚人。长时期裡他们是西部沙漠地区最主要的居民。拜占庭帝国的文献经常抱怨他们袭击当地偏远的修道院。
在历史上，非洲北部曾多次被入侵和殖民。腓尼基（建立了迦太基）、希腊人（主要在利比亚）、罗马人、汪达尔人、阿兰人、拜占庭、奥斯曼帝国、法国、西班牙均曾入侵非洲北部。几乎所有这些入侵者都给予了柏柏尔人一定的影响。始终也有欧洲人被当作奴隶贩卖给柏柏尔人（有人估计奥斯曼帝国时期有125万欧洲人被带到北非）。与撒哈拉以南的非洲人之间的交往也给柏柏尔人留下了影响。
在有史时期中柏柏尔人向南扩张，进入撒哈拉沙漠，取代了当地的黑人人群如索宁克人等。与此同时，尤其是隨著11世纪班纽希拉尔部落對非洲北部的入侵，使得他们在文化上大部分被阿拉伯人同化了。
在非洲北部，柏柏尔人保存了他们的语言和传统的地区一般是最少受到外部影响的地区，尤其是卡拜利和摩洛哥的高地上。这些地区在罗马和奥斯曼时期大多保持了它们的独立，而腓尼基也往往没有在这些地区的海岸立脚。不过这些地区也不是完全没有受到外界的影响，比如法国的入侵也涉及到了这些地区。而在撒哈拉沙漠，另外一个重要的外部影响是欧洲商人组织的从西非跨大西洋的奴隸貿易。

### 伊斯兰扩张时期
与此前的宗教和文化入侵不同的是，由阿拉伯人带来的伊斯兰教对非洲西北部有长久和持续的影响，一直至今。伊斯兰教以不同的形式几乎渗透了社会所有的方面，它带来的军队、学者和神秘主义取代了大多数部落的宗教，形成了新的社会标准和政治教条。
虽然如此，这个地区的伊斯兰化和阿拉伯化是一个漫长和复杂的过程。虽然游牧的柏柏尔人很快就皈依了伊斯兰教并帮助阿拉伯入侵者，但一直到12世纪阿尔摩哈德王朝时基督教和犹太教社群才缩小到近乎式微的地步。
最早到达非洲西北部的阿拉伯军事远征是在642年和669年，它们带来了伊斯兰教。这些从埃及的基地出发的远征是出于地方军官的命令，而不是从中央哈里发明令的。哈里发的首都从麦迪那移到大马士革后，倭马亚王朝认识到要控制地中海的话，需要集中兵力入侵北非。670年阿拉伯军队在烏克巴·伊本·納菲的领导下在今天的突尼斯以南160公里处建立了凯鲁万作为下一步行动的基地。
纳菲的继承人继续向西推进，进驻阿尔及利亚，最后他与信基督教的柏柏尔人联盟的统治者达成了一个暂行架构。柏柏尔人同意皈依伊斯兰教，并将其首都从特莱姆森移到离凯鲁万比较近的塔基万（Takirwan）。
然而这个和平维持得並不长久，阿拉伯人和柏柏尔人交替控制这个地区，直到697年。711年倭马亚王朝在皈依伊斯兰的柏柏尔人的帮助下占据了整个北非。倭马亚王朝哈里发委任的总督的首府在凯鲁万，它是新建立的伊夫利卡省的省会。这个省由的黎波里塔尼亚（今天利比亚的西部）、突尼西亚和东阿尔及利亚组成。
伊斯兰教在柏柏尔人当中的传播，并没有保证柏柏尔人支持阿拉伯人所控制的哈里发国。阿拉伯人对柏柏尔人課以重税、就像对待二等穆斯林一样，而且还奴役他们，这使得柏柏尔人非常反对阿拉伯人。在伊斯兰出走派的旗帜下，柏柏尔人于739年至740年发生暴动。出走派伊斯兰反对倭马亚王朝，在哈里发国的东部抵抗倭马亚王朝，并且宣扬不论其种族、级别、是否先知穆罕默德的后人，任何合适的穆斯林均可以成为哈里发。这对柏柏尔人非常有号召力。
暴动后出走派在当地建立了许多神权的部落王国。大多数这些王国都很短命和困难重重。一些位于重要商路上的王国如特莱姆森则比较繁茂和强大。750年阿拔斯王朝取代倭马亚王朝后，哈里发国的首都转移到巴格达。阿拔斯王朝重建了它在北非的统治。当地驻于凯鲁万的总督虽然名义上是由哈里发派驻的，但实际上至909年为止他们形成了一个世袭的王朝，享有独立的权利。他们的宫廷成为一个学习和文化的中心。
从761年至909年，在其西部从塔赫特至阿尔及利亚西南地區，是由一位被市民领袖选举出来的伊巴底出走派阿訇统治。这位统治的阿訇必须具有诚实、怜悯和公正等名声。这个位于塔赫特的宫廷支持数学、天文学、占星术、神学和法学的学者。但是他们未能组织一支可靠的常驻军，这个错误以及后来其统治者陷入奢侈为后来法蒂玛王朝战败塔赫特统治者提供了条件。

### 安达卢斯时期
711年进入伊比利亚半岛的穆斯林主要是柏柏尔人，他们的首领塔里克·伊本·利雅德就是一个柏柏尔人。不过下达命令的是大马士革的哈里发瓦利德一世和他在北非的总督。712年一支阿拉伯人和柏柏尔人混合组成的军队增援。据说伊比利亚半岛的穆斯林中，柏柏尔人占66%。另外据说他们帮助倭马亚王朝的哈里发阿卜杜勒·拉赫曼一世征服安达卢斯是因为该哈里发的母亲是一个柏柏尔人。泰法时期的众多小王国的来源各不相同，但是一些是柏柏尔人统治的，比如格拉納達的日里德王朝就是柏柏尔人。来自今天的西撒哈拉和毛里塔尼亚的柏柏尔人的阿尔摩拉维德王朝征服安达卢斯，结束了这个混乱时期。此后源自摩洛哥的阿尔摩哈德王朝统治安达卢斯。在这段时期裡，安达卢斯非常兴旺。
在安达卢斯的阶层中，柏柏尔人的地位介乎阿拉伯贵族和平民阶层之间。民族之间的竞争是安达卢斯政治的因素之一。
哈里发国分裂后，托莱多、马拉加、巴达霍斯和格拉納達的国王均是柏柏尔人。

## 现今
| 施盧赫人 中阿特拉斯 里夫人 撒哈拉 | 切努阿人 卡拜爾人 查維人 圖阿雷格人 |

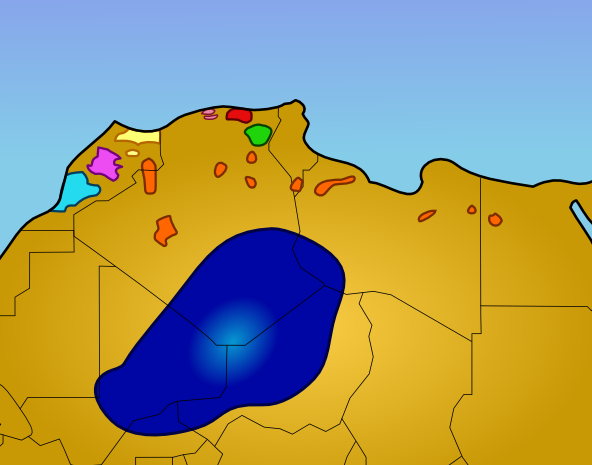
柏柏尔人在非洲西北部的分布
施盧赫人
中阿特拉斯
里夫人
撒哈拉
切努阿人
卡拜爾人
查維人
圖阿雷格人

今天柏柏尔人主要居住在摩洛哥（约占总人数的35%至60%）和阿尔及利亚（约占总人数的15%至33%）以及利比亚和突尼斯。以上数据就可以看得出目前缺乏精确的统计数据。大多数自以为是阿拉伯人的北非人有很多柏柏尔人的血统。重要的柏柏尔人人群有阿尔及利亚北部的卡比尔人，他们有约400万人，基本保持了他们原来的语言和文化。摩洛哥南部有约800万柏柏尔人。其它柏柏尔人部落有摩洛哥北部的里夫人和萨哈拉沙漠中的图阿格雷部落。此外还有约300万柏柏尔人移居欧洲，其中主要是移居法国和荷兰的里夫人和卡比尔人。加那利群岛的一些居民源于关切人，一般认为他们本来是柏柏尔人。他们的一些习俗（比如吃科菲）可能是来自柏柏尔人的。
虽然许多人以为柏柏尔人是游牧民族，但实际上大多数柏柏尔人是传统的农民。他们住在地中海岸附近的山裡或者沙漠的绿洲裡。南萨哈拉的图阿格雷部落和泽纳加部落是游牧民，也有些部落是半游牧民。
在过去数十年中一些柏柏尔人部落（尤其卡拜爾人）与北非的政府之间爆发矛盾，部分由于语言和文化问题。比如在摩洛哥，孩子不能使用柏柏尔名字。

### 北非独立国家的状况
9世纪以前非洲西北部主要是柏柏尔人地区。班纽希拉尔的到来促使阿拉伯化进展迅速。埃及的法蒂玛王朝派遣班纽希拉尔进入这个地区作为对柏柏尔人放弃什叶派的惩罚。很快大多数平原地区都被班纽希拉尔占据，柏柏尔人只剩下了少数海岸城市。他们的入驻也导致过去许多农业地区被放弃，游牧被推广。
北非国家独立后很快就设立阿拉伯语为官方语言来取代法语（利比亚是唯一的例外）。今天用阿拉伯语取代法语的过程依然在进行。大多数柏柏尔人必须学和懂阿拉伯语，他们在学校和大学裏无法使用他们的母语。这可能会加速柏柏尔人的阿拉伯化，尤其在使用双语言的地区这个过程非常迅速。
非洲西北部国家独立后，长时间裡政府忽视或者故意缩小柏柏尔文化的存在以及其文化的特殊性。但是近年来在有些国家情况有所好转。摩洛哥和阿尔及利亚改变了它们的政策，阿尔及利亚将自己定义为“阿拉伯人的和柏柏尔人的穆斯林国家”。
在阿尔及利亚與摩洛哥，柏柏尔语被定为官方语言之一，在一些柏柏尔人居住区裏它是学校裏的必修语言。
柏柏尔人在北非国家中并不因为他们的民族和语言而被歧视。只要他们同意政府政策，他们可以在社会上获得很高的地位。比如前阿尔及利亚总统拉明·泽鲁阿勒和现任摩洛哥总理德里斯·杰图、利比亚前领导人穆阿迈尔·卡扎菲都是柏柏尔人。在阿尔及利亚军队中柏柏尔人的比例也比较高。近年来甚至公开支持柏柏尔民族主义的政治家也有机会在政治中获得比较高的地位，比如女权主义和柏柏尔民族主义政治家卡丽达·图米成为阿尔及利亚的文化部长。

## 參看
- 柏柏語族
- 阿拉伯-柏柏尔人

## 外部連結
- Amazigh/Berber Culture
- Culture Amazighe (Berbère) （页面存档备份，存于）
- The New Mass Media and the Shaping of Amazigh Identity （页面存档备份，存于）.
- Number Systems and Calendars of the Berber Populations of Grand Canary and Tenerife （页面存档备份，存于）.
- Flags of the World -- Berbers/Imazighen.
- Imedyazen cultural association (in Berber) （页面存档备份，存于）.
- The Genographic Project: Maps ancient human movements via genetic markers
- World Haplogroups Maps